# Castello di Planegg
Il castello di Planegg si trova a Planegg, a pochi chilometri a sud-ovest di Monaco di Baviera. Il castello ospitava la sede dei signori di quello che un tempo era l'Hofmark (cioè un antico borgo con diritto di mercato) di Planegg. Il castello è ancor'oggi in possesso dell'ultima delle famiglie di signori dell'Hofmark: i Von Hirsch.

## Storia

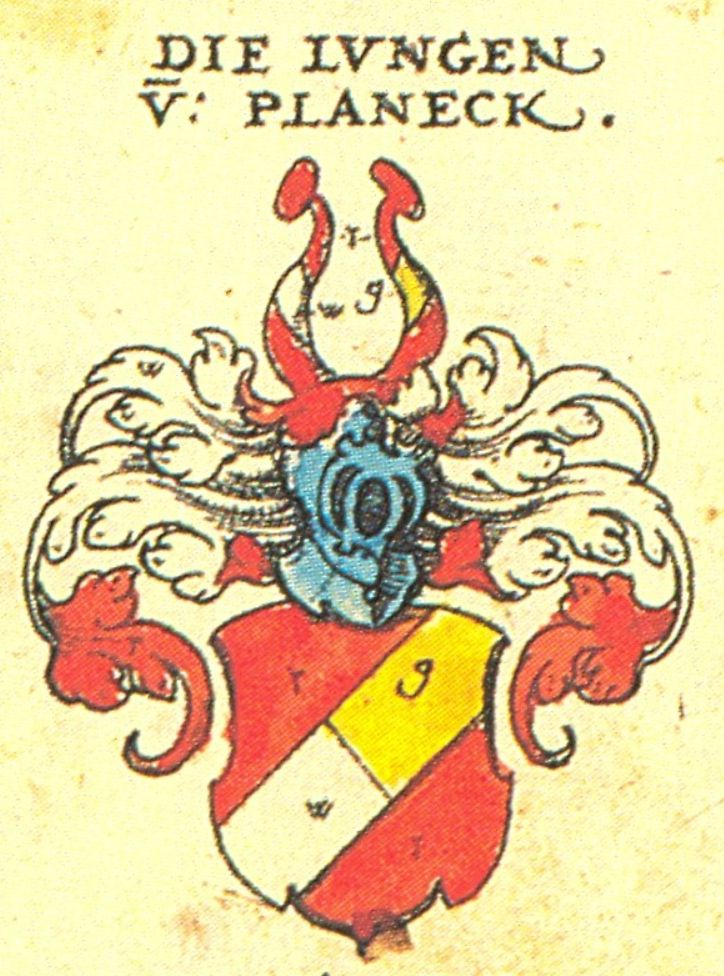
Stemma familiare dei Lung da Planeck (1605)

La prima menzione storica di Planegg risale al 1409, anno in cui il duca Guglielmo III di Baviera, allora proprietario di quello che un tempo era un podere, acquisì ulteriori possedimenti e li unì, appunto, a Planegg.
Dopo aver elevato la tenuta a Hofmark, nel 1425 il duca donò il possedimento a suo figlio Konrad von Egenhofen. Quando nel 1472 l'ultimo discendente maschio di Egenhofen morì , Planegg finì a Christoph Lung attraverso un matrimonio. La nobile famiglia Lung, il cui cognome originale era Dietoch, proveniva dalla zona di Rottenburg an der Laaber.
I Lung rimasero proprietari della tenuta per diverse generazioni fino al 1613, quando Planegg passò per tre anni nelle mani di Karl von Villinger, membro della famiglia baronale dei Villingen von Schönenberg.
Nel 1616 Hans Georg Von Hörwarth acquistò la tenuta, diventando così signore di Planegg. Il castello rimase per tre generazioni nelle mani della famiglia dei von Hörwarth. Alla quarta generazione, nel 1732 Johann Josef Anton Franz von Hörwarth, fortemente indebitato, dovette vendere la proprietà a Johann Baptist Von Ruffini (detto anche Rufin o Ruffin), originario dell'Alto Adige, il quale già possedeva il vicino Hofmark di Krailling.
La tenuta rimase nelle mani della famiglia Ruffini fino alla terza generazione: nel 1817 Planegg e gli Hofmark di Seeholzen, Krailling und Frohnloh vennero infatti venduti all'allora ministro degli interni della Baviera - il conte Friedrich Karl von Thürheim - il quale sette anni più tardi cedette la proprietà al banchiere di corte bavarese Jakob von Hirsch.
Tra il 9 e 10 novembre 1938, durante la notte dei cristalli, il castello del signore di origine ebree Rudolf von Hirsch fu incendiato uomini delle SS in borghese, i quali impedirono ai vigili del fuoco lo spegnimento delle fiamme minacciandoli con le proprie armi. Diverse stanze del castello andarono così a fuoco.

## Complesso del castello

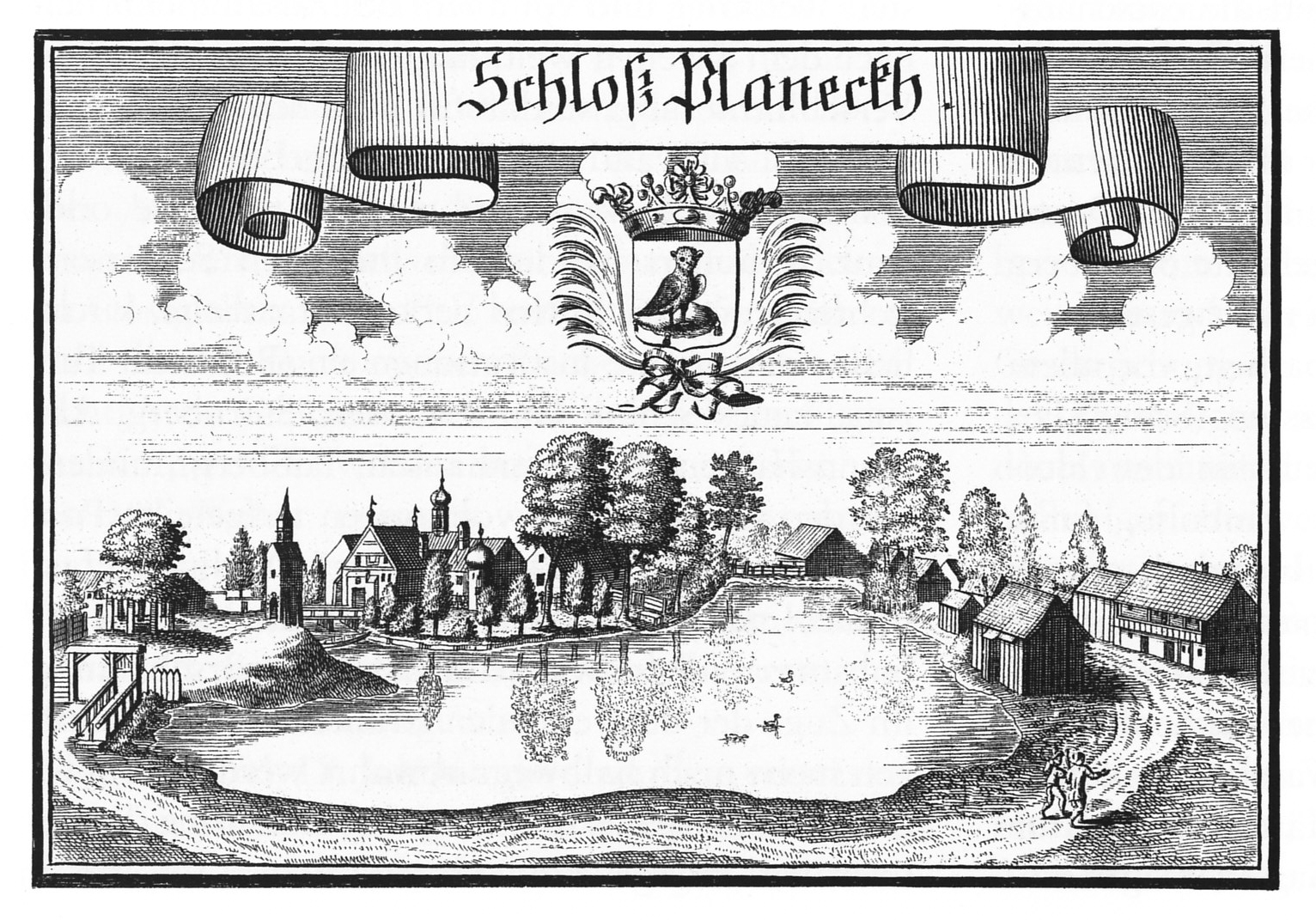
Il castello di Planegg attorno al 1700 (incisione su rame di Michael Wening)

Il rafforzamento del castello di Planegg come fortezza avvenne presumibilmente intorno agli anni 1415-1420.
Notevoli ampliamenti si registrarono nel 1617, anno in cui il castello fu dotato anche della cappella di Santa Maddalena.
Un'incisione su rame di Michael Wening realizzata intorno al 1701 raffigura il castello come un edificio a più sezioni con una torre a cipolla. Il nucleo della torre, di probabile origine medievale, è oggi in stile rococò e rappresenta il simbolo di Planegg.
Un ulteriore ampliamento datato 1737 determinò l'attuale aspetto barocco del castello di Planegg.
Sul lato nord, nel 1818 una torre di legno fu sostituita da una più nuova realizzata da Gabriel von Seidl, torre che tuttavia oggi non esiste più.
Il parco del castello, non accessibile al pubblico, è attraversato dal fiume Würm. Originariamente progettato in stile francese, dopo il 1800 fu per la maggior parte trasformato in un parco all'inglese.

## Birrificio del castello
Ai confini del parco si trova il birrificio del castello, già esistente nel XVI secolo e rinnovato da Jakob von Hirsch nel 1850. Dopo aver cambiato più volte proprietario e denominazione nel corso del tempo (Brauerei Josef von Hirsch nel 1886, Freiherrlich von Hirschsche Bierbrauerei nel 1908, Schloßbrauerei Planegg Emil Freiherr von Hirsch nel 1922, Schloßbrauerei Planegg AG nel 1928, Pschorrbräu AG Abt nel 1931) il birrificio venne infine affidato in gestione al birrificio Paulaner. Oggi l'edificio funge da magazzino per la Biblioteca di Stato bavarese.